# ニコライ・ヴィノグラードフ
ニコライ・ウラージミロヴィチ・ヴィノグラードフ（ロシア語: Николай Владимирович Виноградов, ラテン文字転写: Nikolai Vladimirovich Vinogradov, 1947年4月8日 - 2025年6月12日）は、ソビエト連邦およびロシアの技師、共産党官僚、政治家。
1997年からヴラジーミル州行政長官。2000年から2013年まで州知事を務めた。

## 略歴
1973年モスクワ土木技術大学を卒業する。大学卒業後、ヴラジーミル州ZHBKに勤務し、後に主任技師になる。1973年ソ連共産党に入党している。1977年建設トラスト「ウラジーミルストロイストラクツィヤ」の党書記をはじめヴラジーミル州党委専従。1985年ウラジーミル市党第二書記。1987年コリチューギノ市党第一書記となり、同年ソ連共産党中央委員に選出される。1989年ヴラジーミル州第二書記。ソ連共産党中央委付属社会科学アカデミーを修了。
ソビエト連邦の崩壊後、1991年「ウラジーミロプトログ」社副支配人。1994年から1996年ヴラジーミル州議会議長。1993年から1995年までロシア連邦共産党党員。1996年12月8日ヴラジーミル州行政長官に選出される。2000年に改めて行われた知事選挙で66パーセントの票を得て当選する。同時にロシア連邦議会上院連邦会議議員となり、上院では予算、財政政策、金融、通貨および関税委員会に所属した。翌2001年上院議員を辞任。2005年2月18日ヴラジーミル州知事選挙で再選。
2025年6月12日に死去したことが同日発表された。満78歳没。

## 家族
私生活では、夫人との間に二女あり。